# Leninskij (Oblast' di Tula)
Leninskij è una località della Russia europea centrale, situata nella oblast' di Tula; appartiene amministrativamente al rajon Leninskij, del quale è il capoluogo.
Sorge nella parte centro-settentrionale della oblast', sulle sponde del fiume Volot' (affluente della Upa).